# Frazeologija
Frazeologija je znanstvena disciplina jezikoslovlja koja proučava ustaljene jezične izraze (frazeme). Frazeologija je i ukupnost frazema nekoga jezika. Dolazi od grčkih riječi phrasis (izričaj, izraz) i logos (riječ, govor).
Frazem je ustaljena veza najmanje dviju riječi (sastavnica) koje se u pismu i govoru upotrebljavaju kao cjelina, a ne stvaraju se u tijeku govornog procesa.
Postupak kojim od slobodne veze riječi nastaje frazem naziva se frazeologiziranje. Taj je proces trajan.

## Obilježja frazema
Neki su uvjeti koje neka veza leksema mora ispuniti da bi bila frazem:
1.) Veza leksema reproducira se u govornom činu kao postojana veza čije članove nije moguće zamijeniti ni ispuštati ( npr. imati slobodne ruke - slobodno odlučivati; ne možemo ispustiti element slobodno, jer veza imati ruke nije frazem ).
2.) Postojana veza sastoji se od najmanje dviju punoznačnica.
3.) Semantički uvjet; bar jedna punoznačnica "žrtvuje" glavninu svog leksičkog značenja da bi se moglo oblikovati novo posebno značenje frazema, npr. Živi Bogu iza leđa znači da živi vrlo daleko, u nekoj zabiti.
4.) Frazemi se kao leksičke jedinice mogu u kontekstu aktualizirati u svim sintaktičkim funkcijama u kojima se pojavljuju leksemi. npr frazem bila je trn u peti po sintaktičkoj je funkciji predikat, a leksem Bogu iza leđa, po funkciji je priložna oznaka.
5.) Značenje frazema samo djelomično ovisi o značenju sastavnica, tj. nikad ne odgovara zbroju značenja njegovih sastavnica.

## Odnos frazema i riječi
Frazemske inačice su frazemi u HSJ (hrvatski standardni jezik) koji ulaze u različitim funkcionalno ravnopravnim oblicima; imaju isto značenje, a najčešće se razlikuju jednom sastavnicom, npr. trn u peti = trn u oku ; hladan kao led = hladan kao mramor.
Frazemske višeznačnice su frazemi koji se značenjski šire, npr. Petar je u svom poduzeću bog bogova ( frazem bog bogova ovdje znači vrlo utjecajan čovjek), a u rečenici: bilo nam je bog bogova, taj frazem znači izvrsno.
Frazemske jednoznačnice su frazemi koji pokrivaju samo jedno značenje (teći med i mlijeko)
Frazemske istoznačnice ili sinonimi su dva ili više frazema koji imaju isto značenje. Frazemi tanak kao čačkalica; sama kost i koža; suh kao bakalar znače vrlo tanak, mršav.
Frazemski antonimi - značenja dvaju frazema mogu se odnositi na suprotna svojstva. Npr živjeti kao na kruhu i vodi  (oskudno živjeti) je u opreci odnosno je u suprotnom značenju s frazemom živjeti kao bubreg u loju.
Drugi primjer je spor kao puž i brz kao zec.
Frazemske sraslice - glavna je značajka da im bar jedna od sastavnica nema vlastitog leksičkog značenja; takve se sastavnice pojavljuju samo u frazemskim sraslicama. npr. lile mile (prijateljski, dopustljivo); mile lale (naklono); ni bu ni mu (ništa); šuć-muć (i ovako i onako).

## Podjela frazema

### Prema podrijetlu
- biblijski frazemi: dolina suza, nositi svoj križ, glas vapijućeg u pustinji, Judin poljubac 
- frazemi antičkoga podrijetla: kocka je bačena, presjeći gordijski čvor, Ahilova peta 
- nacionalni frazemi: mnogo je vode proteklo Savom, ni kriv ni dužan, ispraviti krivu Drinu (hrv.); take it easy (eng. samo polako); c'est la vie (franc. takav je život); deja vu (franc. već viđeno) 
- frazemi iz književnih djela: biti ili ne biti, posljednji Mohikanac, borba s vjetrenjačama 
- frazemi vezani uz različite ljudske djelatnosti (glazbu, matematiku, kemiju, sport...): biti prva violina (glazba), ponoviti nešto iks puta, gledati (što) kroz prizmu (matematika), izazvati lančanu reakciju (kemija), greška u koracima, držati u šahu, ići na prvu loptu, prva liga, stati na loptu (sport)

### Prema središnjoj punoznačnici
- imenični frazemi (grižnja savjesti)
- pridjevni frazemi (ni živ ni mrtav)
- glagolski frazemi (pokazati zube)
- priložni frazemi (navrat-nanos)

### Prema sinktaktičkom ustrojstvu
- frazemske sintagme (druga strana medalje, uzduž i poprijeko, kamen smutnje)
- frazemske rečenice (Vrag ne spava., Trla baba lan da joj prođe dan.)
I jedni i drugi u rečenici mogu imati službu nekoga rečeničnog dijela.

## Leksička norma
Posuđenica, dijalektizam ili neka druga nestandardna riječ ne može se zamijeniti riječju iz standardnog jezika jer bi se tada ta cjelina narušila i više nebi bila frazem.
Primjeri: ni frigan ni pečen, imati putra na glavi, gutati knedle, dati po labrnji